# Wilcox (Saskatchewan)
Wilcox ist ein Dorf (Village) in der kanadischen Provinz Saskatchewan. Es liegt rund 40 km südlich der Provinzhauptstadt Regina und hatte 2006 222 Einwohner.

## Geschichte
Im April 1902 wurde die Siedlung nahe einer Eisenbahnlinie gegründet, der Name Wilcox leitet sich von Albert Wilcox, einem Arbeiter der Eisenbahngesellschaft CPR ab. 1903 folgten weitere Siedler. Im April 1907 erhielt die Siedlung offiziell den Status eines Dorfes.
Wilcox ist Heimatort der Eishockeymannschaft Notre Dame Hounds, welche zur Saskatchewan Junior Hockey League  gehören.

## Bildung
In Wilcox befindet sich das Athol Murray College of Notre Dame.

## Persönlichkeiten
- Tyler Lovering (* 1971), Eishockeyspieler
- Don Metz (1916–2007), Eishockeyspieler
- Nick Metz (1914–1990), Eishockeyspieler
- Jaden Schwartz (* 1992), Eishockeyspieler
- Rylan Schwartz (* 1990), Eishockeyspieler
- Jason Ulmer (* 1978), Eishockeyspieler
- Jeff Ulmer (* 1977), Eishockeyspieler